# Uwe Franz
Uwe Franz es un deportista de la RDA que compitió en piragüismo en la modalidad de eslalon. Ganó tres medallas en el Campeonato Mundial de Piragüismo en Eslalon, en los años 1967 y 1971.

## Palmarés internacional
| Campeonato Mundial | Campeonato Mundial                 | Campeonato Mundial | Campeonato Mundial |
| Año                | Lugar                              | Medalla            | Competición        |
| ------------------ | ---------------------------------- | ------------------ | ------------------ |
| 1967               | Lipno nad Vltavou (Checoslovaquia) | Medalla de bronce  | C2 mixto           |
| 1971               | Merano (Italia)                    | Medalla de oro     | C2 por equipos     |
| 1971               | Merano (Italia)                    | Medalla de bronce  | C2 individual      |